# Glyptorhagada duvalae
Glyptorhagada duvalae är en snäckart som beskrevs av Alan Solem 1992. Glyptorhagada duvalae ingår i släktet Glyptorhagada och familjen Camaenidae. Inga underarter finns listade i Catalogue of Life.